# Simamora (Bakti Raja)
Simamora is een bestuurslaag in het regentschap Humbang Hasundutan van de provincie Noord-Sumatra, Indonesië. Simamora telt 720 inwoners (volkstelling 2010).